# Naatlo serrana
Espèce
Naatlo serrana est une espèce d'araignées aranéomorphes de la famille des Theridiosomatidae.

## Distribution
Cette espèce est endémique du Rio Grande do Sul au Brésil,.

## Description
Le mâle holotype mesure 2,76 mm et la femelle paratype 4,43 mm. Les mâles mesurent de 1,93 à 2,87 mm et les femelles de 3,12 à 4,43 mm

## Publication originale
- Rodrigues & Lise, 2008 : Description of two new species of Naatlo (Araneae: Theridiosomatidae) from Brazil. Revista Brasileira de Zoologia, vol. 25, no 2, p. 299-308 (texte intégral).